# Cortes de Barcelona (1368)
Las Cortes de Barcelona de 1368 fueron convocadas por el rey Pedro el Ceremonioso en Barcelona en 1368-1369, durante el periodo de regencia de la Generalidad de Cataluña.
El rey seguía pidiendo la financiación para la guerra de Cerdeña que no le había sido concedida en las cortes anteriores y para atender las peticiones de Bertrand du Guesclin que reclamaba el pago por su apoyo contra Castilla. Esta vez 150.000 libras para este fin. Por lo referente a la guerra contra la revuelta en Arborea (Cerdeña) encabezada por Mariano IV de Arborea, el rey obtuvo otras 150.000 libras. Pere Vicenç, el primer regente de la suspensa Diputación, pasó cuentas delante de estas cortes reforzando su posición.
| Predecesor: Cortes de Villafranca-Barcelona (1367) | Cortes Catalanas 1368-1369 | Sucesor: Cortes de Tarragona-Montblanch-Tortosa (1370) |